# Верт, Иосиф Иванович
Ио́сиф Ива́нович Верт (род. 4 октября 1952, Караганда, Казахская ССР) — католический епископ, иезуит, ординарий Преображенской епархии в Новосибирске.

## Биография
Родился 4 октября 1952 года в Караганде в семье российских немцев-католиков, высланных в Казахстан.
В 1972—1974 годах служил в Советской армии в войсках ПВО.
15 августа 1975 года поступил в подпольный новициат ордена иезуитов в Литве и через два года стал монахом этого ордена.
В 1979 году поступил в Каунасскую духовную семинарию.
27 мая 1984 года был рукоположён в сан священника в Каунасском кафедральном соборе. Прослужив год в Литве, был направлен в Актюбинск (Казахстан), а с 1987 года — в городе Маркс в Поволжье, куда вернулась часть ранее сосланных немцев.
В 1991 году был назначен апостольским администратором для католиков азиатской части России и рукоположён в сан епископа. Титулярный епископ Бульны (1991—2002).
В 1998 году, после разделения администратуры на две части, стал возглавлять католиков Западной Сибири.
В 2002 году — после учреждения Ватиканом католических епархий в России — возглавил Преображенскую епархию с центром в Новосибирске.
В декабре 2004 года назначен ординарием для российских католиков византийского обряда — то есть для христиан, которые используют в литургической практике тот же византийский обряд, что и Русская православная церковь, но состоят в общении со Святым Престолом, а также верующих, выходцев с Украины, практикующих обряд Украинской грекокатолической церкви.
В январе 2005 года назначен председателем Конференции католических епископов России (ККЕР). В марте 2008 года переизбран на второй срок. В январе 2011 года уступил пост председателя ККЕР архиепископу Паоло Пецци.
С февраля 2014 года — член Конгрегации по делам восточных церквей.

## Награды
- Командор ордена «За заслуги перед Федеративной Республикой Германия» (2005 год)[3].
- Медаль «За вклад в развитие Новосибирской области» (27 сентября 2013)[4].